# Muntura Olympus OM
La muntura d'objectiu Olympus OM, presentada el 1972 a Photokina, està dissenyada pel seu ús amb càmeres reflex de 35mm, com la M-1, la primera de la sèrie.
La gamma OM va ser dissenyada per Yoshihisa Maitani, dissenyador en cap d'Olympus, i el seu personal. En el seu honor es van posar les sigles "OM" que signifiquen Olympus Maitani.
El principi la muntura i sistema es deia M, però a causa de la pressió de Leica, que ja tenia un model M1, la càmera d'Olympus va passar a anomenar-se OM-1, i OM System.
La muntura té un diàmetre de 46mm i una distància focal de brida de 46mm.

## Esquema de noms de les càmeres amb muntura OM
A finals de la dècada de 1970 es va presentar l'OM-2, una càmera semiautomàtica de gamma professional, i l'OM-10 orientada al consumidor. Olympus va continuar el patró de denominació amb les OM-3 i OM-4, orientades per a professionals i les OM-20, OM-30 i OM-40 orientades a un consumidor més aficionat. Així, les càmeres amb un sol dígit, són les més professionals, mentre que les que tenen dos dígits o més, són les pensades per a un públic aficionat a la fotografia.
Tots els models de dos dígits es van deixar de fabricar després de 1992, ja que el mercat de les càmeres SLR d'enfocament manual va disminuir molt a favor de les d'enfocament automàtic. La gamma de càmeres per a aficionats va tornar l'any 1997 amb l'OM-2000. La demanda en el mercat professional i dels models de gamma alta va continuar, i es van produir fins al 2002 i vendre fins al 2003, juntament amb l'OM-2000.
La majoria dels cossos i objectius OM són d'enfocament manual. L'OM-707 va ser l'únic model amb enfocament automàtic.
| Model                 | Any  |
| --------------------- | ---- |
| Olympus OM-1          | 1972 |
| Olympus OM-1 MD       | 1974 |
| Olympus OM-2          | 1975 |
| Olympus OM10          | 1979 |
| Olympus OM-1N         | 1979 |
| Olympus OM-2N         | 1979 |
| Olympus OM20          | 1983 |
| Olympus OM-3          | 1983 |
| Olympus OM30          | 1983 |
| Olympus OM-4          | 1983 |
| Olympus OM-2S         | 1984 |
| Olympus OM10 Quarz    | 1984 |
| Olympus OM40          | 1985 |
| Olympus OM707 / OM77  | 1986 |
| Olympus OM-4Ti        | 1987 |
| Olympus OM-101 / OM88 | 1988 |
| Olympus OM-3Ti        | 1995 |
| Olympus OM2000        | 1997 |

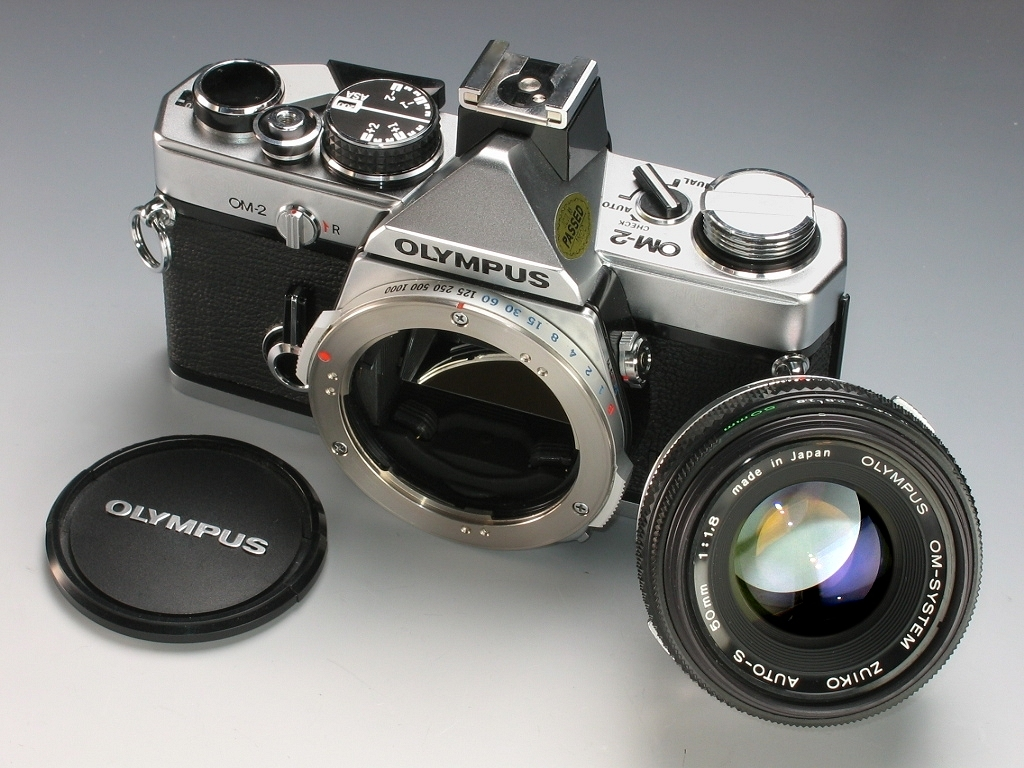
Olympus OM-2 + Zuiko 50mm f/1.8

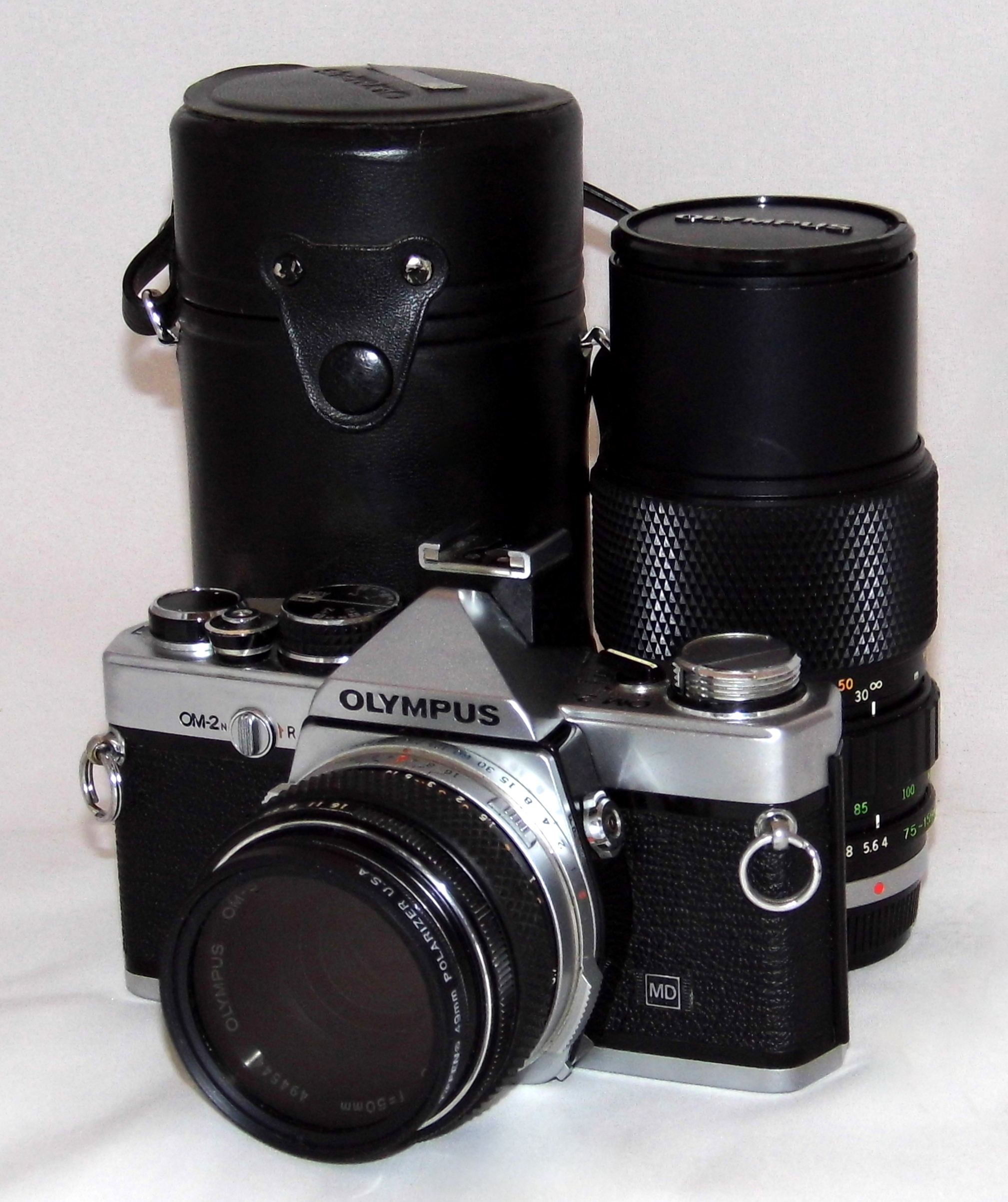
Olympus OM-2N i diversos objectius

L'OM-1 finalment va tenir un disseny molt diferent del que Olympus havia pensat originalment quan va mostrar un prototip de càmera anomenada Olympus OM-X, una càmera SLR modular de 35mm que s'assemblava més a una càmera de format mitjà de la sèrie Hasselblad 500 que al disseny SLR de 35mm convencional. L'OM-X al ser modular, hauria permès als usuaris canviar diverses parts, com l'objectiu, el visor de pentaprisma, l'obturador o la pel·lícula.

## Sigles
Igual que tots els altres fabricants d'objectius, Nikon també usa un conjunt de sigles per a designar aspectes bàsics de cada objectiu, per a indicar des de quina mena de cos és l'ideal per a muntar-ho fins a característiques de fabricació:
- Auto: Obertura de diafragma automàtica[28]
- E: Objectiu amb 5 elements en la seva composició òptica
- F: Objectiu amb 6 elements en la seva composició òptica
- Fisheye: Objectiu ull de peix[28]
- G: Objectiu amb 7 elements en la seva composició òptica
- H: Objectiu amb 8 elements en la seva composició òptica
- MC (Multi-layer anti-reflection coating): Objectiu amb un revestiment per eliminar reflexos, assegurant nitidesa i un alt contrast[29]
- Reflex: Objectiu catadiòptric[30]
- S (Standard): Objectiu normal
- Shift: Objectiu descentrable, tilt-shift[31]
- T (Telephoto): Teleobjectiu
- W (Wide): Objectiu gran angular

## Objectius

### Fixos
| Distància focal | Obertura | Any  | Distància mínima d'enfoc | Diametre de filtre |
| --------------- | -------- | ---- | ------------------------ | ------------------ |
| 8mm             | 2.8      | 1972 | 0.20m                    | -                  |
| 16mm            | 3.5      | 1972 | 0.20m                    | -                  |
| 18mm            | 3.5      | 1972 | 0.25m                    | 72mm               |
| 20mm            | 2.0      | 1983 | -                        | -                  |
| 21mm            | 3.5      | 1972 | 0.20m                    | 49mm               |
| 21mm            | 3.5      | 1979 | 0.20m                    | 55mm               |
| 24mm            | 3.5      | 1983 | 0.35m                    | -                  |
| 24mm            | 2.8      | 1972 | 0.25m                    | 49mm               |
| 24mm            | 2.0      | 1972 | 0.25m                    | 55mm               |
| 28mm            | 3.5      | 1972 | 0.30m                    | 49mm               |
| 28mm            | 2.8      | 1983 | 0.30m                    | 49mm               |
| 28mm            | 2.0      | 1972 | 0.30m                    | 49mm               |
| 35mm            | 2.8      | 1972 | 0.30m                    | 49mm               |
| 35mm            | 2.8      | 1972 | 0.30m                    | 49mm               |
| 35mm            | 2.0      | 1972 | 0.30m                    | 55mm               |
| 38mm            | 2.8      | 1983 | -                        | -                  |
| 40mm            | 2.0      | 1983 | 0.30m                    | 49mm               |
| 50mm            | 3.5      | 1972 | 0.23m                    | 49mm               |
| 50mm            | 2.0      | 1985 | 0.24m                    | 55mm               |
| 50mm            | 1.8      | 1972 | 0.45m                    | 49mm               |
| 50mm            | 1.8      | 1983 | 0.45m                    | 49mm               |
| 50mm            | 1.4      | 1972 | 0.45m                    | 49mm               |
| 50mm            | 1.2      | 1982 | 0.45m                    | 49mm               |
| 55mm            | 1.2      | 1972 | 0.45m                    | 55mm               |
| 80mm            | 4.0      | 1972 | -                        | 49mm               |
| 80mm            | 4.0      | 1980 | -                        | 49mm               |
| 85mm            | 2.0      | 1972 | 0.85m                    | 49mm               |
| 85mm            | 2.0      | 1979 | 0.85m                    | 49mm               |
| 90mm            | 2.0      | 1986 | 0.40m                    | 55mm               |
| 100mm           | 2.8      | 1972 | 1.00m                    | 49mm               |
| 100mm           | 2.0      | 1980 | 0.70m                    | 55mm               |
| 135mm           | 4.5      | 1980 | -                        | 55mm               |
| 135mm           | 3.5      | 1972 | 1.50m                    | 49mm               |
| 135mm           | 2.8      | 1972 | 1.50m                    | 55mm               |
| 180mm           | 2.8      | 1978 | 2.00m                    | 72mm               |
| 180mm           | 2.0      | 1983 | 1.60m                    | 100mm              |
| 200mm           | 5.0      | 1972 | 2.50m                    | 49mm               |
| 200mm           | 4.0      | 1972 | 2.50m                    | 55mm               |
| 250mm           | 2.0      | 1983 | 2.20m                    | -                  |
| 300mm           | 4.5      | 1972 | 3.50m                    | 72mm               |
| 350mm           | 2.8      | 1983 | 3.00m                    | -                  |
| 400mm           | 6.3      | 1972 | 5.00m                    | 72mm               |
| 500mm           | 8.0      | 1983 | 4.00m                    | 72mm               |
| 600mm           | 6.5      | 1972 | 11.0m                    | 100mm              |
| 1000mm          | 11.0     | 1972 | 30.0m                    | 100mm              |

### Zoom
| Distància focal | Obertura | Any  | Distància mínima d'enfoc | Diametre de filtre |
| --------------- | -------- | ---- | ------------------------ | ------------------ |
| 24-48mm         | 4.0      | 1983 | 0.65m                    | 49mm               |
| 35-70mm         | 4.0      | 1980 | 0.75m                    | 55mm               |
| 35-70mm         | 3.6      | 1975 | 0.80m                    | 55mm               |
| 35-70mm         | 3.5-4.8  | 1997 | 0.75m                    | 52mm               |
| 35-70mm         | 3.5-4.5  | 1985 | 0.75m                    | 49mm               |
| 35-80mm         | 2.8      | 1995 | 0.60m                    | 62mm               |
| 35-105mm        | 3.5-4.5  | 1982 | 1.50m                    | 55mm               |
| 50-250mm        | 5.0      | 1985 | 1.80m                    | 55mm               |
| 65-200mm        | 4.0      | 1983 | 1.20m                    | 55mm               |
| 70-210mm        | 4.5-5.6  | 1997 | 1.50m                    | 52mm               |
| 75-150mm        | 4.0      | 1972 | 1.60m                    | 49mm               |
| 85-250mm        | 5.0      | 1979 | 2.00m                    | 55mm               |
| 100-200mm       | 5.0      | 1983 | 2.40m                    | 49mm               |

### Extensors
Olympus va presentar dos extensors de distància focal, el 1.4x i el 2x. Aquests, multipliquen la focal de l'objectiu per 1,4 o 2, perdent un pas de llum o dos passos, respectivament. Aquests, s'anomenen: Olympus Teleconverter 1.4X-A i el 2X-A.
El teleconverter 1.4x és compatible amb les següents òptiques: OM Zuiko MC Auto-T 180mm f/2.8, OM Zuiko Auto-T 180mm f/2, OM Zuiko Auto-T 250mm f/2, OM F. Zuiko MC Auto-T 300mm f/4.5, OM Zuiko Auto-T 350mm f/2.8 i el OM E. Zuiko MC Auto-T 400mm f/6.3.
El teleconverter 2x és compatible amb les següents òptiques: OM E. Zuiko MC Auto-T 100mm f/2.8, OM S Zuiko Auto-Zoom 100-200mm f/5, OM E. Zuiko MC Auto-T 135mm f/3.5, OM E. Zuiko MC Auto-T 135mm f/2.8, OM F. Zuiko MC Auto-T 200mm f/5 i el OM E. Zuiko MC Auto-T 200mm f/4.

## Terceres marques
En el seu moment, les següents marques van fabricar objectius amb muntura Olympus OM:
- Admiral[84]
- Asanuma
- Cambron
- Cosina
- Craig optics
- Hanimex
- Hoya
- Kiron
- Ohnar
- Osawa
- Makinon
- Montgomery Ward
- Sears
- Sigma
- Soligor
- Spiratone
- Starblitz
- Panagor
- Promaster
- Quantaray
- Tamron
- Tokina
- Vivitar
- Zeiss
- Zykkor